# Viva la rivista!
Viva la rivista! è un film del 1953 in quattro episodi, diretto da Enzo Trapani. È un omaggio al teatro di rivista.

## Trama
Libero assemblaggio di alcuni pezzi del teatro di rivista in versione filmica, spesso interpretati dagli stessi attori che li avevano recitati in teatro.

## Incassi
Incasso accertato a tutto il 31 marzo 1959 Lit. 120.312.064